# Eretmocera
Eretmocera är ett släkte av fjärilar. Eretmocera ingår i familjen Fältmalar, Scythrididae.

## Dottertaxa tillEretmocera, i alfabetisk ordning[1]
| Eretmocera albistriata   |
| Eretmocera alenica       |
| Eretmocera arabica       |
| Eretmocera aurovittata   |
| Eretmocera basistrigata  |
| Eretmocera benitonis     |
| Eretmocera bradleyi      |
| Eretmocera carteri       |
| Eretmocera chrysias      |
| Eretmocera contermina    |
| Eretmocera cyanauges     |
| Eretmocera cyanosoma     |
| Eretmocera derogatella   |
| Eretmocera divisella     |
| Eretmocera dorsistrigata |
| Eretmocera fasciata      |
| Eretmocera florifera     |
| Eretmocera fuscipennis   |
| Eretmocera haemogastra   |
| Eretmocera homalocrossa  |
| Eretmocera illucens      |
| Eretmocera impactella    |
| Eretmocera inclusella    |
| Eretmocera jemensis      |
| Eretmocera laetissima    |
| Eretmocera levicornella  |
| Eretmocera lunifera      |
| Eretmocera medinella     |
| Eretmocera microbarbara  |
| Eretmocera miniata       |
| Eretmocera monophaea     |
| Eretmocera nomadica      |
| Eretmocera pachypennis   |
| Eretmocera percnophanes  |
| Eretmocera rubripennis   |
| Eretmocera scatospila    |
| Eretmocera shoabensis    |
| Eretmocera sinensis      |
| Eretmocera syleuta       |
| Eretmocera thephagones   |
| Eretmocera typhonica     |
| Eretmocera xanthonota    |